# ميد ايفل
ميد ايفل (بالإنجليزية:MediEvil) لعبة فيديو مغامرات من تطوير شركة جريلا كامبردج ونشر وتوزيع شركة سوني إنتراكتيف إنترتينمنت صدرت في عام 1998 وتعمل على جهاز بلاي ستيشن 1.

## روابط خارجية
- ميد ايفل على موبي غيمز
- ميد ايفل على غيم رانكينغز